# Challenge des champions 1959
La Supercoppa di Francia 1959 (ufficialmente Challenge des champions 1959) è stata la quinta edizione della Supercoppa di Francia.
Si è svolta il 2 giugno 1959 al Parco dei Principi di Parigi tra il Nizza, vincitore della Division 1 1958-1959, e il Le Havre, vincitore della Coppa di Francia 1958-1959.
A conquistare il titolo è stato il Le Havre che ha vinto per 2-0 con reti di Hocine Bouchache e André Strappe

## Partecipanti
| Squadre  | Qualificazione                             | Partecipazioni precedenti (il grassetto indica la vittoria) |
| -------- | ------------------------------------------ | ----------------------------------------------------------- |
| Nizza    | Vincitore della Division 1 1958-1959       | 1 (1956)                                                    |
| Le Havre | Vincitore della Coppa di Francia 1958-1959 | Nessuna                                                     |

## Tabellino
| Arbitro: | Harzic |

|                           |           |  |
| Bouchache 28’ Strappe 38’ | Marcatori |  |

### Formazioni
| Le Havre:       |                     |
|                 |                     |
| P               | Christian Villenave |
| D               | Kacem Hassouna      |
| D               | Albert Eloy         |
| D               | Jean-Louis Lagadec  |
| C               | Jacques Meyer       |
| C               | André Strappe       |
| A               | Édouard Salzborn    |
| A               | Jacques Ferrari     |
| A               | Valentin Navarro    |
| A               | Hocine Bouchache    |
| A               | Frédéric N'Doumbé   |
| Allenatore:     |                     |
| Lucien Jasseron |                     |

| Nizza:       |                       |
|              |                       |
| P            | Georges Lamia         |
| D            | Alain Cornu           |
| D            | César Héctor Gonzalès |
| D            | Alphonse Martinez     |
| D            | Vincent Scannella     |
| C            | François Milazzo      |
| C            | Jacques Faivre        |
| A            | Alberto Muro          |
| A            | André Boragno         |
| A            | Victor Nurenberg      |
| A            | Jacques Foix          |
| Allenatore:  |                       |
| Lucien Leduc |                       |